# 大沙鼠
大沙鼠（學名：Rhombomys opimus）是大沙鼠屬中的唯一物種，主要發現於中亞地區，是已知最大型的沙鼠，身長15到20公分之間。

## 外形
大沙鼠中较大的个体身长约15-20厘米。它们每个門齒上有两个凹槽，颅骨分明。它们前爪较大，易于挖洞。

## 分布
大沙鼠主要分布在沙地和荒漠地区，包括土库曼斯坦、哈萨克斯坦、蒙古国、中华人民共和国、巴基斯坦、阿富汗和伊朗。